# Bobby McFerrin
Bobby McFerrin (* 11. března 1950, Manhattan, New York) je americký jazzový a capella zpěvák, skladatel a dirigent. Je držitelem mnoha ocenění, ale do povědomí široké veřejnosti se nejvíce zapsal skladbou Don't Worry, Be Happy.

## Život
Robert „Bobby“ McFerrin Jr. se narodil v New Yorku, jeho otec, Robert McFerrin Sr., byl prvním Afroameričanem, který zpíval jako člen Newyorské metropolitní opery a proslavil se také nazpíváním role Porgyho (kterého hrál Sidney Poitier) ve filmu Porgy a Bess. V roce 1958 se kvůli této roli přestěhovala celá rodina do Hollywoodu.
První nástroj, na který se Bobby učil hrát, byl klarinet, ale kvůli rovnátkům byl donucen nástroj změnit a pokračoval studiem hry na klavír. Během studií se rozhodl pro kariéru muzikanta (poté, co zavrhl povolání kněze) a ještě na střední škole založil skupinu Bobby Mack Quartet.
V roce 1977 skončila jeho kariéra klavíristy a začal vystupovat jako zpěvák, od 90. let vystupuje i jako dirigent.

## Hudební tvorba
Bobby McFerrin se proslavil díky svému originálnímu stylu a unikátní technice zpěvu. Bobby dobře využívá svůj hlasový rozsah 4 oktáv a dokáže vytvořit iluzi dvojhlasného i vícehlasného zpěvu. Jeho vystoupení jsou založená na improvizaci a zapojení publika. Jako první zpěvák vyjel v roce 1983 na turné bez jakéhokoliv doprovodu a bez předem připraveného programu; v Evropě sklidil obrovský úspěch a ještě několikrát se do Evropy vrátil.
Jeho dalším výrazným zápisem do historie bylo vydání alba The Voice v roce 1984; toto album vzniklo částečně z nahrávek evropského turné a bylo to historicky první album, které nahrál sólově zpěvák bez předabování a ukázal tak skutečné možnosti lidského hlasu. V té době také začal spolupracovat s jinými umělci a v roce 1985 vyhrál svoji první Grammy za píseň „Another Night in Tunisia“ (ve spolupráci s Manhattan Transfer).
Největší úspěch přišel v roce 1988, kdy Bobby vydal album Simple Pleasures a v něm píseň Don't Worry Be Happy; album bylo nominováno na Grammy a hit Don't Worry Be Happy vyhrál cenu za nejlepší nahrávku roku a nejlepší skladbu roku, navíc se krátce po vydání vyšvihl na první místa skoro všech hitparád. Bobby o písni později řekl, že je mimořádně jednoduchá, vznikla ve spěchu jen tak mimochodem, a trochu jej mrzí, že to je právě to, proč ho zná celý svět. Místo, aby Bobby využil nabyté popularity, začal se věnovat studiu dirigování a v roce 1990, na své 40. narozeniny, dostal příležitost dirigovat Symfonický orchestr San Franciska.
Krátce potom nahrál úspěšné album Hush s violoncellistou Yo-Yo Mou a podílel se na soundtracku několika filmů (mimo jiné Syn Růžového pantera).
V dnešní době stále koncertuje jako zpěvák a vystupuje jako dirigent s mnoha světoznámými soubory (jeho první album nahrané v pozici dirigenta bylo Paper Music z roku 1995). Jeho zatím poslední album Spirityouall, bylo vydáno v roce 2013.
Kromě čistě hudební tvorby vydal Bobby několik nahrávek pro děti (mimo jiné ve spolupráci s Jackem Nicholsonem); CD Elephant's Child z roku 1987 vyhrálo cenu Grammy za „Nejlepší nahrávku pro děti“.

## Diskografie

### Sólová alba
- Bobby McFerrin (1982)
- The Voice (1984)
- Spontaneous Inventions (1986)
- Simple Pleasures (1988)
- Don't Worry, Be Happy (1988)
- Medicine Music (1990)
- Many Faces of Bird (1991)
- Sorrow Is Not Forever (1994)
- Paper Music (1995)
- Bang! Zoom (1997)
- Circlesongs (1997)
- Mouth Music (2001)
- Beyond Words (2003)
- VOCAbuLarieS (2010)
- Spirityouall (2013)

### Spolupráce
- The Just So Stories, Elephant's Child s Jackem Nicholsonem (1987)
- Play, s Chickem Coreou (1990)
- Hush, s Yo-Yo Mou (1991)
- The Mozart Sessions, s Chickem Coreou (1996)

## Ocenění
Podle oficiálních stránek Grammy:
- 1985, Nejlepší jazzový mužský zpěv, „Another Night In Tunisia“ s Jonem Hendricksem
- 1985, Nejlepší skladba pro více hlasů, „Another Night In Tunisia“ s Cheryl Bentyne
- 1986, Nejlepší jazzový mužský zpěv, „Round Midnight“
- 1987, Nejlepší jazzový mužský zpěv, „What Is This Thing Called Love“
- 1987, Nejlapší nahrávka pro děti, „The Elephant's Child“ s Jackem Nicholsonem
- 1988, Skladba roku, Nejlepší popový mužský zpěv, Nahrávka roku, „Don't Worry, Be Happy“
- 1988, Nejlepší jazzový mužský zpěv, „Brothers“
- 1992, Nejlepší jazzový zpěv, „Round Midnight“